# Camena

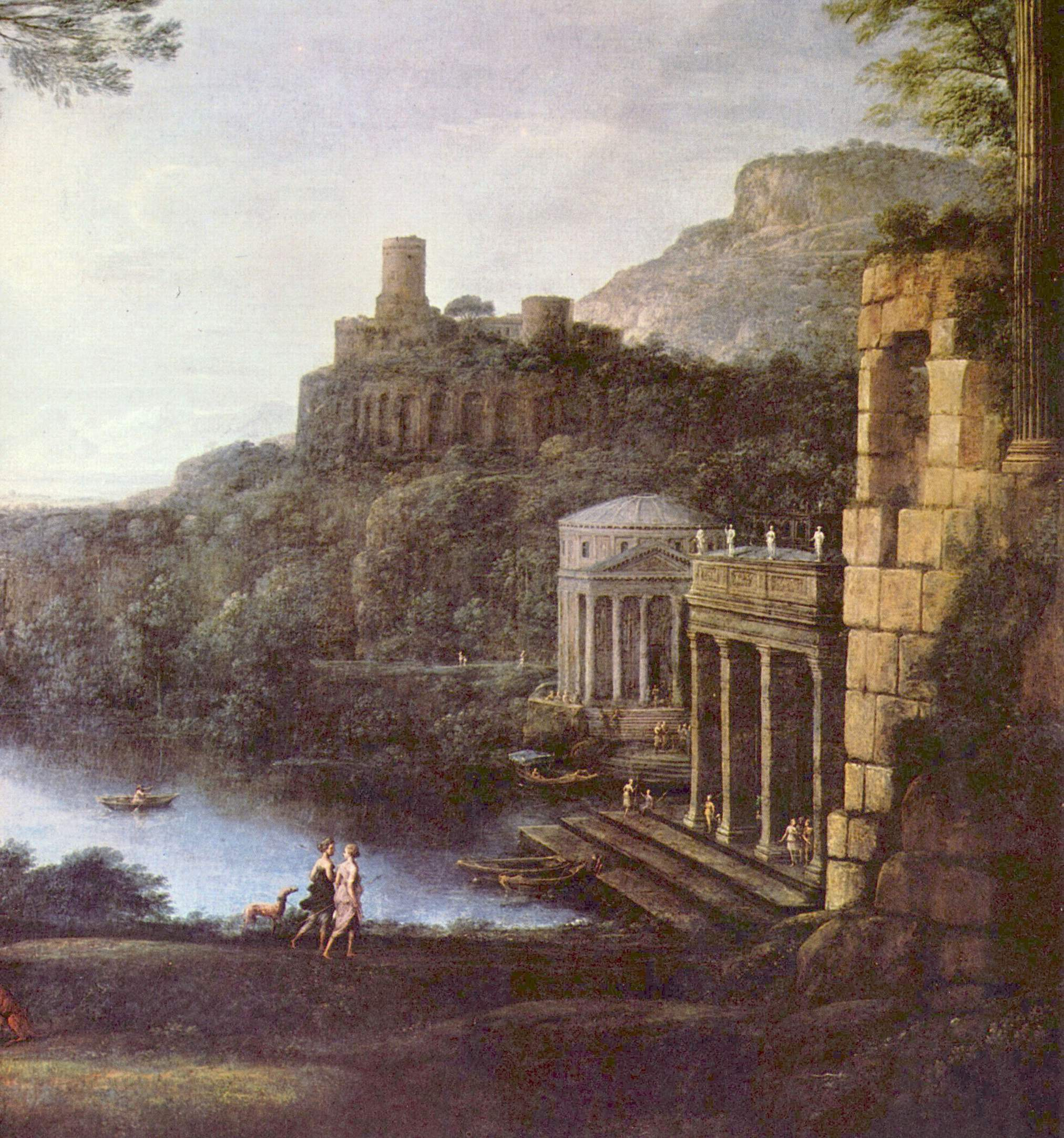
Egeria und König Numa (Claude Lorrain, 1669)

Eine Camena (Plural Camenae) ist eine etwa den griechischen Nymphen vergleichbare römische Quellgottheit.
Herkunft und Bedeutung des Namens sind umstritten. Bereits in der Antike vermutete man aufgrund der älteren Namensform Carmena bzw. Casmena einen Zusammenhang mit lat. carmen, „Lied“ bzw. „Gedicht“ und verstand die Camenae als Göttinnen der Dichtkunst bzw. der Kunst im Allgemeinen. Deshalb wurden sie bereits früh mit den griechischen Musen gleichgesetzt, etwa in der Odusia des Livius Andronicus.
In der modernen Forschung wurde diese Etymologie zunächst übernommen, doch wurde das Grundwort carmen eher im Sinne von „Weissagung“, „Orakellied“ bzw. „Orakelspruch“ interpretiert und in der Camena eine weissagende Gottheit gesehen. Andere Theorien nehmen dagegen einen etruskischen Ursprung des Wortes an.
Noch in augusteischer Zeit wurden die Camenae gelegentlich in der Dichtung erwähnt, doch hat man ihren Namen offenbar nur noch als lateinische Übersetzung des griechischen Begriffs „Muse“ verstanden. Ihr Kult wurde vermutlich in der frühen Kaiserzeit aufgegeben.
Den Camenae war von König Numa Pompilius auf den Rat der Nymphe Egeria hin ein Hain mit einer Quelle und einer Aedicula aus Bronze geweiht worden, wo sie mit Wasser- und Milchopfern verehrt wurden. Das Wasser der Quelle, das besonders gut gewesen sein soll, diente den Vestalinnen zur Reinigung ihres Tempels.
Der Hain befand sich links der Via Appia vor der Porta Capena. Noch im Jahr 136 existierte ein vicus Camenarum in der Regio I, das Heiligtum war aber profaniert, da das Gelände an jüdische Händler verpachtet worden war.
Die bronzene Aedicula war noch in der Republik in den benachbarten Tempel von Honos und Virtus gebracht worden, nachdem sie vom Blitz getroffen worden war, zwischen 189 und 179 v. Chr. war sie dann von Marcus Fulvius Nobilior in den von ihm erbauten Tempel des Hercules Musarum überführt worden.